# Азиз Санджар
Азиз Санджар (на турски: Aziz Sancar) е турско-американски биохимик.

## Биография
Той е роден на 8 септември 1946 година в Савур – Мардин (вилает), Република Турция. През 1969 година завършва медицина в Истанбулския университет, а през 1977 година защитава докторат в Тексаския университет в Далас. Остава да работи в Съединените щати, като по-късно приема и американско гражданство. Изследванията са му в областта на рака и механизмите на корекция на повреди на ДНК.
През 2015 година получава Нобелова награда за химия, заедно с Пол Модрич и Томас Линдал, „за изследванията на механизма на възстановяване на ДНК“.
1. ↑  www.carolinaturkevi.org //    Архивиран от оригинала на 9 октомври 2015 г.